# Моравци
 Тази статия е за народа в Чехия.  За народа в Сърбия вижте сърбиянци.  
Моравците (на чешки: Moravané) са западнославянски народ, населяващ историческата област Моравия, намираща се в източната част на Чешката република. Говорят моравски диалекти на чешкия език или стандартен чешки.
Мнозинството от моравците смятат себе си за част от чешката нация, но други се декларират като отделна народност, различна от чешката. Мнозинството от тях заявяват, че говорят на чешки език, но някои определят езика си за моравски.
През 1991 г. се провежда преброяване на населението, при което 1 363 000 жители на тогавашната Чехословакия обявяват, че са моравци по националност. При преброяването през 2001 г. броят на моравците е спаднал с близо милион и едва 380 000 жители се декларират като моравци, което е 3,7% от населението на страната.